# Aspidobracon pierrei
Aspidobracon pierrei är en stekelart som beskrevs av Van Achterberg 1984. Aspidobracon pierrei ingår i släktet Aspidobracon och familjen bracksteklar. Inga underarter finns listade.